# Щод3нники
«ЩОД3ННИКИ» (італ. Di4ri) — італійський телесеріал виробництва Netflix, прем'єра першого сезону відбулася 18 травня 2022 року в усіх країнах, де активний сервіс. 14 вересня 2023 року відбулася прем'єра другого сезону.

## Сюжет
Серіал розповідає про групу учнів середньої школи імені Галілео Галілея у вигаданих острівних містах Марина Піккола (1 сезон) і Марина Гранде (2 сезон). Протягом всього серіалу учні стикаються з різними проблемами: підлітковий вік, закоханість, суперництво та дружбу. Кожен епізод розповідається від одного з головних героїв, який стає оповідачем.

## Персонажі

### Головні герої / оповідачі
- П'єтро Маджі (Андреа Арру). Деякі дівчата, особливо Аріанна, вважають його найкрутішим у класі. Він ніколи не боїться говорити те, що думає, залишається вірним своїм ідеям і своїй упертості. П'єтро терпіти не може сидіти вдома, тому що його батьки постійно сваряться і звинувачують один одного в усьому, навіть у ситуаціях, коли вони повинні злитися на сина за якийсь вчинок. Він хороший художник графіті. У першому епізоді він приймає парі з найкращим другом Джуліо, що до кінця навчального року він зможе поцілувати і Аріанну, і Лівію.
- Джуліо Пакканьїні (Ліам Ніколозі). Дурень класу, а також найкращий друг П'єтро. Він милий і любить жарти. Іноді його називають Паком. Він закоханий в Аріанну і переконаний, що одного разу він зможе підкорити її завдяки своїм зусиллям. У нього клаустрофобія та арахнофобія . Одного разу, завдяки увазі та дослідженням Моніки, було виявлено, що він страждає дислексією, і з цього моменту він починає відвідувати спеціаліста; спочатку він відмовляється, оскільки вважає, що дислексія схожа на дурість, але з часом змінює свою думку.
- Лівія Манчіні (Флавія Леоне). Її називають «Міс Ідеальна», а сім'єю каже на неї «хороша дівчина», насправді молода жівчина, яка хоче бути собою, не дотримуючись усіх правил і очікувань інших. Іноді вона не може відмовитися від свого іміджу. У різних епізодах вона тренується, щоб виграти тріатлон, змагання, що складається з трьох різних видів спорту, і згодом досягає успіху під оплесками своїх друзів. Подружившись з Ізабель, вона також дуже зближується з іншими її однокласниками. На початку вона зустрічається з Маттео, хлопцем з 3D класу, хоча вона визнає, що не дуже добре почувається з ним устосунках.
- Ізабель Діоп (Софія Ніколіні). Вона спортивна і рішуча дівчина, але не дуже вміє займатися своїми справами. Вона найкраща подруга Моніки. Вона проводила багато часу зі своєю молодшою сестрою вдома. Бажаючи дізнатися, що таке поцілунки, вона шукає відповідного хлопця, щоб поцілувати його вперше. Спочатку вона намагається поцілуватися з Даніеле, тому що вона переконана, що він їй подобається, але після того, як він виявляє, що він ґей, вони стають чудовими друзями. Пізніше вона пробує з хлопцем, з яким нещодавно познайомилася на вечірці. Вона є частиною баскетбольної команди класу, а пізніше стає капітаном команди. Зрештою, вона пропонує Мікеле зустрічатися з нею.
- Моніка Піовані (Федеріка Франзеллітті). Вона найкраща подруга Ізабель, і спочатку вона дуже ревнує їхню дружбу: вона ображається, коли її виключають, і сердиться, коли Ізабель їй бреше. Вона ботанік у класі, і тому її просять допомогти Джуліо вчитися. Спочатку вони терпіти не можуть одине одного, також через невдалий жарт, який придумав хлопець, і ситуація погіршується, коли Джуліо вважає, що Моніка присоромила його перед усіма, виявивши, що проблеми хлопчика з навчанням можуть виникнути через його недіагностована дислексія; пізніше двоє пробачать одине одного і стануть друзями.
- Даніеле Парізі (Бьяджо Вендітті). Він хороший хлопець, крутий хлопець, який часом занадто хвилюється. Він вміє діджейувати та є частиною баскетбольної команди класу. Він подружився з Ізабель та її друзями після того, як відмовився від поцілунку з дівчиною. На початку серії він також підходить до Мірко, новачка, і вони стають добрими друзями; згодом Даніеле розуміє, що відчуває почуття до Мірко, і встигає освідчитися; це призведе до того, що вони віддаляться один від одного через нерозділене почуття, але потім вони знову стануть найкращими друзями. Пізніше він закохується в Ніко, сина друга його батька, і цього разу йому відповідають взаємністю; фізична відстань між двома хлопцями одного разу стає проблемою, тому що Даніеле починає гадати, чи випадково, коли хлопець прийде до нього в гості, він помітить, що щось змінилося, і тому він боїться, але Мірко допомагає йому, покликавши Ніко до школи.
- Мірко Валенті (П'єтро Спаволі). Він чутливий і сором'язливий хлопець, який любить реп і пише пісні. Його улюблений співак — Танкреді. Він ділить кімнату зі своїм старшим братом Даміано, членом групи хуліганів 3D; хоча Даміано та його друзі часто погано ставляться до Мірко, вони показують, що люблять один одного, незважаючи ні на що. Переїхавши з Риму, він незабаром подружився з Даніеле і неодноразово зізнався йому, що сумує за своїм містом і друзями; однак, прибувши до Риму для подорожі, він розуміє, як насправді його старі друзі мало вважають його і, наближаючись все ближче до своїх нових однокласників і своєї пристрасті, врешті-решт він долає почуття нестачі і хоче, щоб його клас залишитися одиницею. Спочатку він погоджується приєднатися до баскетбольної групи класу, але змушений відмовитися після погроз друзів брата, команди суперника; Ставши більш впевненим у собі, він повертається у фінальному матчі замість травмованого П'єтро. Після поцілунку Даніеле Мірко зізнається, що не відчуває до нього нічого, і, не знаючи, як з цим впоратися, залишаючись друзями, починає ігнорувати його; Пізніше зрозумівши, що був не правий, він просить вибачення, і вони знову стають найкращими друзями. Після концерту Танкреді Даніеле пропонує улюбленому виконавцю свого друга прийти і дати спеціальний урок для класу, і, щоб здивувати його, він грає співаку кілька творів Мірко, який заохочує його продовжувати і тримати друзів поруч. хороші друзі; це додасть хлопцеві самооцінки, який також напише пісню для баскетбольної команди.
- Аріанна Рінальді (Франческа Ла Кава). Вона зарозуміла дівчина, яка занадто зважає на «ярлики» однолітків. Їй подобається П'єтро, якого вона та інші її однокласники вважають найкрутішим у класі. Коли П'єтро цілує її, вона йде з ним на короткий проміжок часу, однак не знаючи, що П'єтро зробив це заради парі з Джуліо, його найкращим другом, якому подобається Аріанна. Тому через кілька днів П'єтро, який нічого до неї не відчуває, каже їй, що він не той хлопець для неї, але замість того, щоб спробувати з Джуліо, він, на його думку, ідеально підходить для неї. Але лише в кінці сезону вона перестане зважати на ярлики і почне зустрічатися з Джуліо, пропускаючи зобов'язання, які взяла для неї мати, організовуючи своє життя та встановлюючи зобов'язання для неї кожен день тижня.

### Другорядні персонажі
- Сільверіо (Лоренцо Ніколо). Він двоюрідний брат Лівії, а також її фанат номер один, однокласник. Він найкраще вміє підбадьорювати своїх друзів; під час баскетбольного фіналу він демонструє, що розпізнає, коли в потрібний момент використати наявні у нього об'єкти, щоб підняти моральний дух команди. Зазвичай він насилу доїдає свою закуску, тому що його супутники завжди просять у нього кілька шматочків.
- Мікеле (Массімо Піо Джунто). Невисокий, симпатичний хлопець, він є частиною баскетбольної команди класу і вміє тримати команду разом, хоча спочатку інші насторожено ставилися до його здібностей. В якийсь момент він виявляє інтерес до Ізабель, якій хотів би присвятити графіті, і врешті дівчина пропонує йому піти, порадувавши його.
- Люсію (Марта Латіно), найкраща подруга Аріанни та Карлотти, суперниця Лівії в змаганнях з тріатлону.

## Сезони
| Сезон | Епізоди | Епізоди | Оригінальний показ | Оригінальний показ |
| Сезон | Епізоди | Епізоди | Перший показ       | Останній показ     |
| ----- | ------- | ------- | ------------------ | ------------------ |
| 1     | 15      | 15      | 18 травня 2022     | 18 травня 2022     |
| 2     | 7       | 7       | 14 вересня 2023    | 6 грудня 2023      |

## Список серій

### 1 сезон
| № серії (загалом) | № серії (в сезоні) | Назва серії | Тривалість | Режисер(и)       | Оригінальна дата показу |
| --- | ------------------ | ----------- | ---------- | ---------------- | ----------------------- |
| 1 | 1                  | «Епізод 1»  | 52 хв      | Алессандро Челлі | 18 травня 2022          |
| Конкурс краси має свої наслідки та зіштовхує хлопців і дівчат у протистоянні. П'єтро приймає обидва виклики — і особистий, і баскетбольний. Директор робить важливу заяву. Центральний персонаж: П'єтро та Лівія |                    |             |            |                  |                         |
| 2 | 2                  | «Епізод 2»  | 28 хв      | Алессандро Челлі | 18 травня 2022          |
| У прагненні отримати перший поцілунок Ізабель звертає увагу на Даніеле. На баскетбольному майданчику зустрічаються команди П'єтро й Грімо, але хто переможе? Центральний персонаж: Ізабель                       |                    |             |            |                  |                         |
| 3 | 3                  | «Епізод 3»  | 25 хв      | Алессандро Челлі | 18 травня 2022          |
| Розкривши правду Ізабель, Даніеле відчуває себе краще. Але чи вдасться йому набратися сміливості й розповісти Мірко про свої почуття? Команда 2D готується до реваншу. Центральний персонаж: Даніеле             |                    |             |            |                  |                         |
| 4 | 4                  | «Епізод 4»  | 29 хв      | Алессандро Челлі | 18 травня 2022          |
| Лівія приділяє багато часу роздумам про перегони та спосіб допомогти Даніеле. Джуліо розробляє дивний застосунок для шкільного проєкту. Центральний персонаж: Лівія                                              |                    |             |            |                  |                         |
| 5 | 5                  | «Епізод 5»  | 27 хв      | Алессандро Челлі | 18 травня 2022          |
| П'єтро зближується з Аріанною та наближається до виграшу, але це ставить під загрозу його дружбу із Джуліо. Лівія приймає рішення, яке впливає на гру. Центральний персонаж: П'єтро                              |                    |             |            |                  |                         |
| 6 | 6                  | «Епізод 6»  | 28 хв      | Алессандро Челлі | 18 травня 2022          |
| Ізабель прохає батьків про власну кімнату — їй потрібен особистий простір. Усі прийдуть на вечірку Аріанни… Лише Моніка не хоче йти. Центральний персонаж: Ізабель                                               |                    |             |            |                  |                         |
| 7 | 7                  | «Епізод 7»  | 28 хв      | Алессандро Челлі | 18 травня 2022          |
| На дводенній шкільній екскурсії до Риму на друзів чекають нові пригоди. Шкода, що старі проблеми також їдуть із ними! Центральний персонаж: Лівія                                                                |                    |             |            |                  |                         |
| 8 | 8                  | «Епізод 8»  | 26 хв      | Алессандро Челлі | 18 травня 2022          |
| Любов і відчай ширяють у повітрі: Даніеле заводить нове знайомство, а необережний розіграш розбиває серце Моніки. Настав час солодкої помсти. Центральний персонаж: Даніеле                                      |                    |             |            |                  |                         |
| 9 | 9                  | «Епізод 9»  | 26 хв      | Алессандро Челлі | 18 травня 2022          |
| Абсолютно несхожі Моніка й Джуліо змушені вчитися разом, а П'єтро карають за злочин, якого він не скоював. Чи вдасться друзям довести його невинність? Центральний персонаж: Моніка                              |                    |             |            |                  |                         |
| 10 | 10                 | «Епізод 10» | 27 хв      | Алессандро Челлі | 18 травня 2022          |
| У Джуліо повно справ! Йому треба зловити справжнього графітиста, змиритися зі своїм діагнозом і завоювати дівчину його мрії. Центральний персонаж: Джуліо                                                        |                    |             |            |                  |                         |
| 11 | 11                 | «Епізод 11» | 24 хв      | Алессандро Челлі | 18 травня 2022          |
| Лівії набридли хлопці — краще б зосередитися на фінальних змаганнях із тріатлону. Але це не завадить П'єтро спробувати вибороти її прихильність. Центральний персонаж: Лівія                                     |                    |             |            |                  |                         |
| 12 | 12                 | «Епізод 12» | 24 хв      | Алессандро Челлі | 18 травня 2022          |
| Аріанна шукає когось, хто насправді вміє слухати. Може, варто дати шанс Джуліо? Ізабель і Моніка дають хлопцю непогану пораду. Центральний персонаж: Аріанна                                                     |                    |             |            |                  |                         |
| 13 | 13                 | «Епізод 13» | 25 хв      | Алессандро Челлі | 18 травня 2022          |
| Мірко домовляється про два квитки на концерт Танкреді: для себе й Даніеле. Наступного дня в школі з'являється грандіозний сюрприз. Центральний персонаж: Мірко                                                   |                    |             |            |                  |                         |
| 14 | 14                 | «Епізод 14» | 27 хв      | Алессандро Челлі | 18 травня 2022          |
| Батьки П'єтро розлучаються й він відчуває себе гірше, ніж будь-коли. Коли перед важливою грою він отримує травму, то мусить терміново знайти собі заміну. Центральний персонаж: П'єтро                           |                    |             |            |                  |                         |
| 15 | 15                 | «Епізод 15» | 28 хв      | Алессандро Челлі | 18 травня 2022          |
| До кінця семестру залишився тиждень, і все чудово… майже. Залишається лише врятувати школу. Але яким чином? Центральний персонаж: Лівія                                                                          |                    |             |            |                  |                         |

### 2 сезон
| № серії (загалом) | № серії (в сезоні) | Назва серії | Тривалість | Режисер(и)       | Оригінальна дата показу |
| --- | ------------------ | ----------- | ---------- | ---------------- | ----------------------- |
| 16 | 1                  | «Епізод 1»  | 41 хв      | Алессандро Челлі | 14 вересня 2023         |
| Повернення до школи супроводжується значними змінами. П'єтро докладає зусиль, щоб налагодити стосунки з Лівією. Нові однокласники тримаються на відстані. Центральний персонаж: П'єтро                        |                    |             |            |                  |                         |
| 17 | 2                  | «Епізод 2»  | 26 хв      | Алессандро Челлі | 14 вересня 2023         |
| Лівія помітно змінюється: нова зачіска, нова поведінка, нові друзі. Її однокласники хвилюються, що вона заходить занадто далеко. Центральний персонаж: Лівія                                                  |                    |             |            |                  |                         |
| 18 | 3                  | «Епізод 3»  | 28 хв      | Алессандро Челлі | 14 вересня 2023         |
| Іза вирішує взяти своє життя під контроль. Чи зможе вона допомогти П'єтро й водночас зблизитися з Робі? Катя та Сара знущаються з Аріанни. Центральний персонаж: Ізабель                                      |                    |             |            |                  |                         |
| 19 | 4                  | «Епізод 4»  | 27 хв      | Алессандро Челлі | 14 вересня 2023         |
| Варто Б'янці звикнути до нових умов, як вона отримує звістку, що може змінити її життя. Розриваючись між своїм щастям і майбутнім, вона звертається за підтримкою до Мірко. Центральний персонаж: Б'янка      |                    |             |            |                  |                         |
| 20 | 5                  | «Епізод 5»  | 27 хв      | Алессандро Челлі | 14 вересня 2023         |
| З Аріанни знущаються в соцмережах, а Дані втрачає впевненість у своєму вмінні танцювати. Іза розмірковує про своє рішення щодо Робі. Центральний персонаж: Даніеле                                            |                    |             |            |                  |                         |
| 21 | 6                  | «Епізод 6»  | 27 хв      | Алессандро Челлі | 14 вересня 2023         |
| Катя та Сара перетинають межу з Аріанною, тож однокласники вирішують, що настав час діяти. Нові почуття цікавлять і дратують П'єтро. Центральний персонаж: Аріанна                                            |                    |             |            |                  |                         |
| 22 | 7                  | «Епізод 7»  | 35 хв      | Алессандро Челлі | 14 вересня 2023         |
| Наближається Різдво, і П'єтро нарешті наважується на сміливий крок. Під час вечірки друзі загадують бажання біля ялинки. Центральний персонаж: Всі                                                            |                    |             |            |                  |                         |
| 23 | 8                  | «Епізод 8»  | 26 хв      | Алессандро Челлі | 6 грудня 2023           |
| Напруга зростає: наближаються випускні іспити, а друзі розуміють, що їхні шляхи розійдуться. Лівія відчуває, що з Аріанною досі щось не так. Центральний персонаж: Лівія                                      |                    |             |            |                  |                         |
| 24 | 9                  | «Епізод 9»  | 28 хв      | Алессандро Челлі | 6 грудня 2023           |
| Не в змозі відновити відносини з П'єтро й під тиском батька, який намагається визначати його майбутнє, Джуліо вирішує взяти свою долю у власні руки. Центральний персонаж: Джуліо                             |                    |             |            |                  |                         |
| 25 | 10                 | «Епізод 10» | 32 хв      | Алессандро Челлі | 6 грудня 2023           |
| Шкільні табелі зводять Лівію та П'єтро разом на додаткових уроках. Лівія відчуває наслідки розриву дружби з Катею та Сарою. Центральний персонаж: П'єтро, Лівія                                               |                    |             |            |                  |                         |
| 26 | 11                 | «Епізод 11» | 30 хв      | Алессандро Челлі | 6 грудня 2023           |
| Коли Дані каже, що зустрічається з кимось, Мірко починає дивно поводитися. Б'янка знаходить розраду в Лівії, яка не може ухвалити рішення щодо П'єтро. Центральний персонаж: Даніеле, Мірко, Б'янка           |                    |             |            |                  |                         |
| 27 | 12                 | «Епізод 12» | 32 хв      | Алессандро Челлі | 6 грудня 2023           |
| Іза безуспішно намагається помиритися з Лівією. На відміну від Джуліо, Моніка радіє майбутньому візиту Мануеля. Увесь клас стає жертвою розіграшу. Центральний персонаж: Ізабель, Моніка                      |                    |             |            |                  |                         |
| 28 | 13                 | «Епізод 13» | 30 хв      | Алессандро Челлі | 6 грудня 2023           |
| Друзі планують помсту Сарі, Каті та Робі. Джуліо розповідає Моніці правду, а П'єтро забуває про важливу дату й замислюється про свої стосунки з Ізою. Центральний персонаж: П'єтро, Джуліо                    |                    |             |            |                  |                         |
| 29 | 14                 | «Епізод 14» | 34 хв      | Алессандро Челлі | 6 грудня 2023           |
| За день до випускних іспитів друзі вирушають у спільну подорож. Коли все йде не за планом, П'єтро, Лівія, Іза, Джуліо й Моніка змушені розбиратись із ситуацією. Центральний персонаж: П'єтро, Лівія, Ізабель |                    |             |            |                  |                         |

## Виробництво
Зйомки першого сезону проходили на острові Іскія і тривали вісімнадцять тижнів. Зйомки другий сезон були з грудня 2022 року по травень 2023 року.

## Прем'єра
Офіційний трейлер першого сезону серіалу вийшов 19 квітня 2022 року. Перший сезон вийшов в Італії 18 травня 2022 року, а за кордоном — 26 липня.
Перші сім епізодів другого сезону вийшли в Італії 14 вересня 2023 року, в міжнародний прокат 10 жовтня. Останні сім епізодів були випущені в Італії 6 грудня 2023 року, в міжнародний прокат 9 січня 2024 року.

## Примітка